# Mathilde Choisy
Mathilde Choisy (née le 25 juin 1988) est une joueuse d'échecs française. Elle est maître FIDE féminin.

## Carrière personnelle

### Palmarès lors des championnats de France d'échecs des jeunes
Mathilde Choisy a d'abord participé à plusieurs championnats de France d'échecs des jeunes. Lors de ceux qui se sont déroulés à Pau, en 2000, elle termine sur la troisième marche du podium, dans la catégorie des pupillettes. Elle participe ensuite au championnat avec les benjamines en 2002 : elle termine deuxième. Le championnat avait lieu à Hyères. 
Mathilde Choisy entre ensuite dans la catégorie des minimes en 2003, et termine à la troisième place lors des championnats qui se sont déroulés au Grand-Bornand. L'année suivante, à Reims, elle termine sur la même marche du podium. Parmi les cadettes à Calvi, au championnat de 2005, elle termine à la deuxième place, derrière Karelle Bolon. L'année suivante, à Aix-les-Bains, elle termine à la même place, derrière Mathilde Congiu cette fois. 
Enfin, Mathilde Choisy est double championne de France junior en 2007 et 2008. Elle remporte son premier titre en championnat de France d'échecs des jeunes au Grand-Bornand, devant Karelle Bolon et Dounia Mehiaoui. L'année suivante, à La Roche-sur-Yon, elle parvient à conserver son titre, devant Léa Bismuth et Sidonie Belloc.
En 2019, elle remporte la médaille d'argent par équipes lors de la Mitropa Cup à Radenci en Slovénie (4 points sur 8 au troisième échiquier de l'équipe de France).

### Carrière en club
Mathilde Choisy joue au Mulhouse Philidor, dans le Top 12 féminin français. Avec l'équipe féminine, elle a notamment été vice-championne de France en 2014 et en 2016, et championne de France en 2017. Elle joue notamment aux côtés d'Emma Richard et Salomé Neuhauser.